# 樋口静雄
樋口 静雄（ひぐち しずお、1911年（明治44年） - 1973年（昭和48年）1月24日）は、昭和期の歌手。

## 経歴
大分県日田市出身。1937年（昭和12年）、キングレコードから「満州娘」でデビュー。同年、林伊佐緒、近衛八郎と吹き込んだ「男なら」がヒットする。
彼はアメリカで流行していたクルーナー唱法を何とかして歌謡曲に取り入れようとするが、時局上軍歌などに押され、上手く発揮することは出来なかった。
1939年（昭和14年）、支那（中国）手品師を主人公にして片言の日本語で歌う、ユーモア歌謡「チンライ節」が大ヒットする。このレコードは数万枚が軍部に買われ、大陸戦線に配布されたという実績を持っている。
その他、戦場の幽霊戦車隊現象を歌った「幻の戦車隊」などがヒット。戦時中は戦線慰問などに出向き「チンライ節」などを歌唱していた。
同じくキングレコード専属だった三門順子と結婚。
その後、召集を受け陸軍に入隊。
戦後は「長崎シャンソン」などがヒットする。主に巡業生活を行い、1948年（昭和23年）歌手を引退する。
「戦友の唄」（西條八十作詞、大村能章作曲、1939年（昭和14年）発売）が「同期の桜」の原曲であるという、いわゆる「同期の桜原作者騒動」が起こった際に再び脚光を浴び、1980年（昭和55年）に東京新聞が掲載した樋口静雄の消息記事によると、樋口の妹が日田市で発見され、樋口静雄は1973年（昭和48年）1月24日に亡くなっており、歌手引退後の彼は、職を転々とし、東京都葛飾区の金属工業会社でサラリーマンをしていたことが判った。宴会では、自分の持ち歌を披露していたという。

## CD
現在、オムニバス盤の「青春歌年鑑・戦前編③Disk2の第19曲に、「戦友の唄」が収められており、彼の歌唱を偲ぶことができる。